# 兵庫県立神戸鈴蘭台高等学校

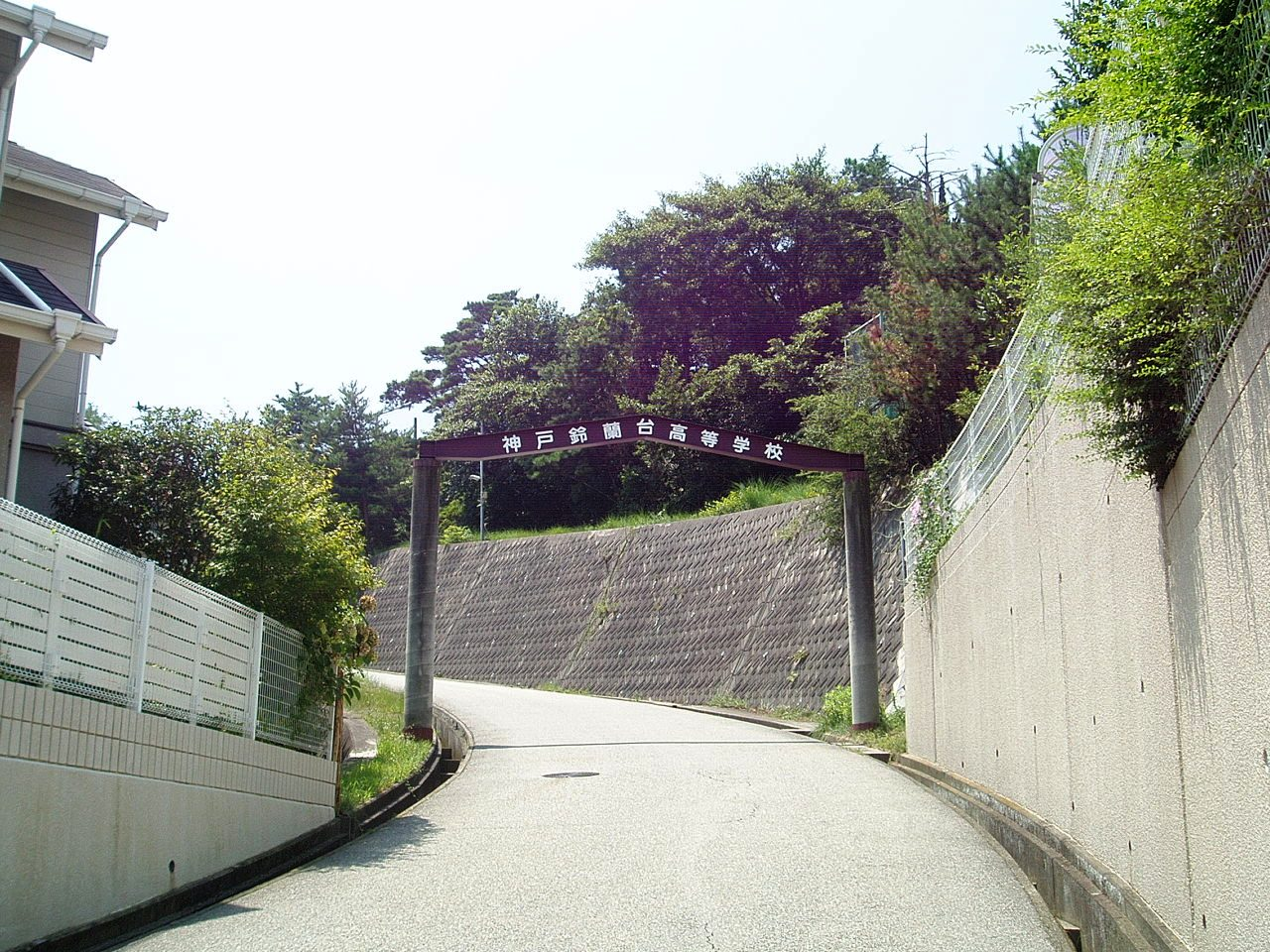
鈴蘭台高校前交差点側入り口

兵庫県立神戸鈴蘭台高等学校（ひょうごけんりつ こうべすずらんだいこうとうがっこう）は、兵庫県神戸市北区にある県立高等学校である。略称は鈴高（）、神鈴（）。

## 概観
六甲山地に連なる菊水山の北、鈴蘭台の南東端に位置する。住所は山田町だが、正門、裏門はそれぞれ中里町と鈴蘭台東町に面している。山を切り開いて学校が建てられているため、敷地内の高低差が大きい。正門横に三等三角点が設置されており、標高は350mである。これは、県内の公立高等学校では兵庫県立神戸甲北高等学校に次ぐ2番目の高さである。校地内に登山道も存在する。
校舎は旧鈴蘭台高校の校舎を使用している。管理棟 (特別教室棟) と生徒棟 (普通教室棟) からなり、渡り廊下などでつながっている。ともに1964年竣工で、管理棟は地上4階・塔屋2階、生徒棟は地上4階である。バリアフリー設備はあまり整っておらず、エレベーターはない。2011年から2012年にかけて耐震補強工事が行われ、その後、ホームルーム教室に空調が設置された。また、2014年には屋上に太陽光パネルが設置された。なお、空調の設置後も冬季はストーブが各教室に配備されている。
普通科と普通科国際コミュニケーションコースを持ち、エリア選択制を採用している。

### 教育方針
1. 夢や希望、志を実現するために必要な「確かな学力」を育成する。
2. 生命を尊重し自他に対する肯定的な態度や豊かな心、健やかな身体を育む。
3. 国際理解、多文化理解を深め、世界的な視野を持った人づくりを推進する。
4. 保護者・地域等との連携・協力を密に行いつつ、社会に貢献できる人づくりを進める。

## 沿革

### 略歴
2007年、鈴蘭台高校と鈴蘭台西高校は募集が停止され、兵庫県立神戸鈴蘭台高等学校が新設された。設置後は鈴蘭台高校の校舎が使用されているが、2011年の耐震工事に際して鈴蘭台西高校の校舎を1年間使用した。

### 年表
- 2004年6月1日 - 新規構想委員会設置
- 2005年12月15日 - 開設準備委員会設置
- 2006年 - 鈴蘭台高校と鈴蘭台西高校の統合が発表される
- 2007年
  - 1月1日 - 設置
  - 2月2日 - 開校準備委員会設置
  - 4月9日 - 第1回入学式挙行
  - 11月1日 - 開校記念式典挙行
- 2009年3月31日 - 鈴蘭台高校と鈴蘭台西高校が閉校
- 2011年7月 - 校舎の耐震補強工事の実施に伴い、旧鈴蘭台西高校校舎に一時移転
- 2012年8月 - 校舎の耐震補強工事が完了、本校舎に復帰。中庭に合併前両校の校訓碑を移設
- 2013年夏 - ホームルーム教室に空調を設置
- 2014年
  - 2月 - 前庭に校訓碑を設置
  - 3月 - 校舎屋上に太陽光パネルを設置、発電を開始
- 2015年4月1日 - 兵庫県の学区再編に伴い、神戸第二学区から第1学区に変更
- 2018年7月6日 - 平成30年7月豪雨により体育館北西部法面が部分的に崩落、体育館の使用停止[2]
- 2022年3月 - 第94回選抜高等学校野球大会において、吹奏楽部が福島県立只見高等学校の応援演奏に兵庫県立東灘高等学校と合同で参加[3]。

## 基礎データ

### 所在地
- 兵庫県神戸市北区山田町下谷上字中一里山9番地の107

### 設置学科
- 全日制課程 普通科
  - 文理探究科

### 通学区域

#### 第1学区
- 神戸市
  - 中央区
  - 灘区
  - 東灘区
  - 兵庫区
  - 長田区
  - 須磨区
  - 垂水区
  - 西区
  - 北区
- 芦屋市
- 淡路市
- 洲本市
- 南あわじ市

#### 隣接学区
- 西宮市
- 三田市
- 三木市

### アクセス
- 神戸電鉄鈴蘭台駅から徒歩20分
- 鈴蘭台駅および神戸駅南口より阪急バス鈴蘭台線水呑バス停下車徒歩7分
- 鈴蘭台駅より神鉄バス中里線中里北公園バス停下車徒歩5分（ただし運行時間帯が限られている）

### 象徴
- 校名に鈴蘭と入っていることもあり、スズランのイメージが多用される。
  - 中庭にはスズランが植えられている。
  - 卒業生に対する校長表彰はスズランの別名から君影賞と名付けられている。

#### 校訓
校訓は、「共生・優雅・創造」であるが、これは併合された2校の伝統の共生と、2校の校訓の1文ずつから採られたものである。

#### 校章
合併母体となった2校を表す二つのスズランの花が合わさり一つのSの字になっている。色は、上の部分が緑色、下の部分が青色で彩られている。これはそれぞれ「四季折々の自然に恵まれた六甲の山々」と「眼下に広がる神戸港の輝ける海」を表している。

### 校則
校則の多くは、前身のひとつである旧鈴蘭台高校のものを継承している。
- 自転車で直接登校することは禁止されている。自宅から最寄り駅までは申請制である。
- 家庭の事情が無い限り、郵便局も含めてアルバイトは禁止されている。
- 携帯電話については、旧鈴蘭台高校生徒会の校則改正運動により2007年度に校則が暫定改正され、始業時間までと昼休み、および放課後の校内での使用が認められている。ただし、連絡手段として認められているだけであり、スマートフォンのゲームなどが認められているわけではない。
- 運転免許の取得は禁止されている。

## 国際交流
国際文化系コースをもつことから国際交流事業が盛んで、コース以外の生徒も参加可能なオーストラリアへの短期海外研修の他、中長期の海外研修に行くことができる。中長期の海外研修では、一時的に休学扱いになるが、出国前・帰国後の留学審査委員会で認められれば、留学中の修得単位が認定され、出国前の学年団に復学できる。
また、海外からの留学生も受け入れているほか、青年海外協力隊を通じた留学生との交流会なども実施している。

## 学校行事

### 文化祭
神戸鈴蘭台高校祭(鈴高祭)が毎年6月頃に行われる。伝統である3年生のクラス劇は兵庫県立ピッコロ劇団の指導を受ける。
2018年6月現在、文化祭時の入校には許可証が必要であり、一般人の立ち入りは規制されている。

## 部活動
編集部（新聞部）が発行しているタブロイド判の学校新聞である「鈴高新聞」は、旧鈴蘭台高校開校時（1963年）から前身の編集委員会によって制作されており、現在に至るまで継続して発行されている。また編集部は、B4判両面の新聞を｢鈴高miniプレス｣として年100号を超えるペースで発行している。こうした活動が評価され、毎年全国高等学校総合文化祭で表彰される全国高校新聞年間紙面審査賞で入賞しているほか、「鈴高miniプレス」はその発行状況から、大東文化大学がかつて主催していた全国高校新聞コンクールで毎年入賞していた。
書道部、陸上競技部、水泳部なども近畿大会や全国大会などに出場し、優秀な成績を収めている。また、和太鼓ボランティア部は「をとこ組」の名前で知られている。

### 運動部
- サッカー部
- 野球部
- 陸上競技部
- ソフトテニス部（男女）
- バスケットボール部（男女）
- ハンドボール部（男女）
- バレーボール部（男女）

- 水泳部
- 剣道部
- 柔道部
- 卓球部（男女）
- ソフトボール部
- テニス部（男女）
- ダンス部

### 文化部
- 英語部
- 吹奏楽部
- 美術部
- 茶華道部
- 書道部
- 演劇部

- ギター部
- 図書部
- 放送部
- 編集部
- 福祉活動部
- 和太鼓ボランティア部

## 設備
- 体育館 - 2階建てで、1階には柔道場、剣道場、食堂などが入る予定だったが県の財政難などから見送られ、1階にはトレーニングルームのみが完成している。残りのスペースは、運動部の雨天時の練習場などとして使用されている。
- 第一グラウンド (200メートルトラック・バックネット・スタンド)
- 第二グラウンド (球技場)
- テニスコート (硬式・軟式計4面)
- プール (25m8レーン)
- 柔道場・剣道場
- トレーニングルーム
- 食堂
- 講義棟 - 統合に際して建設された。講義室 (通常180人、最大320人収容)、パフォーマンススペース、資料室 (同窓会事務局) がある。
- 図書室

## 学校関係者と組織

### 学校関係者組織
- 翠鈴会 - 旧鈴蘭台高校の同窓会である翠鈴会が神戸鈴蘭台高校の同窓会を兼ねている。講義棟に事務局(資料室)がある。部活動で活躍した生徒には、卒業時に翠鈴会から翠鈴杯が贈られる。
- 鈴蘭会 - 旧鈴蘭台高校、旧鈴蘭台西高校、神戸鈴蘭台高校の3校の旧職員と育友会・PTAの旧役員を中心とする卒業生の保護者が構成する親睦団体である。入会は任意。

### 学校関係者一覧

#### 出身者
- 岸田奈美（作家）